# Villa Corona
Villa Corona là một đô thị thuộc bang Jalisco, México. Năm 2005, dân số của đô thị này là 15196 người.